# Nantwein

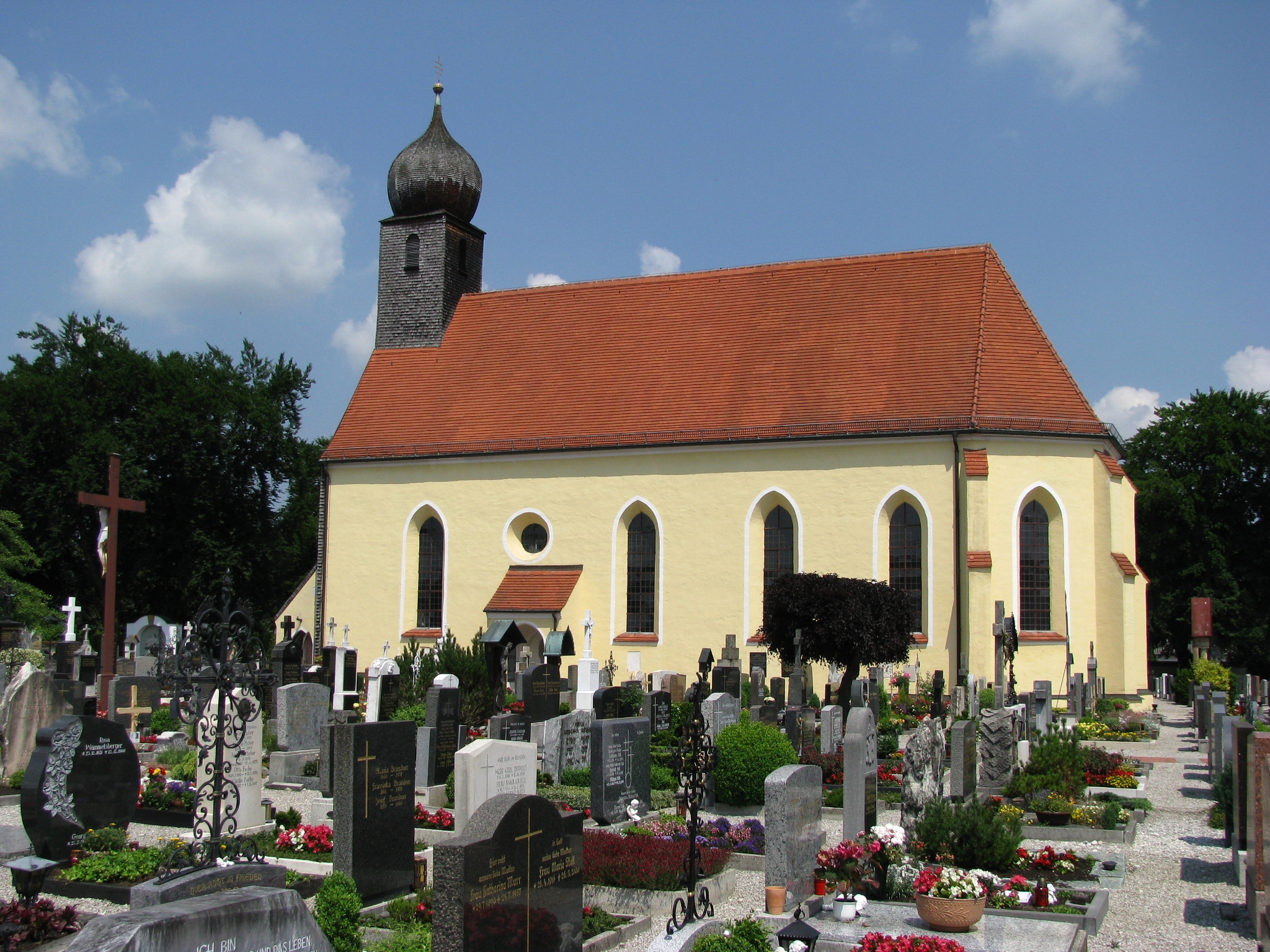
Kirche St. Nantovinus

Nantwein ist ein Ortsteil der Stadt Wolfratshausen im oberbayerischen Landkreis Bad Tölz-Wolfratshausen.

## Lage
Das Kirchdorf liegt beidseits der Staatsstraße 2070 etwa in der Mitte zwischen Bahnhof und Marienbrücke in der Gemarkung Weidach und ist inzwischen baulich verbunden mit dem Hauptort Wolfratshausen im Westen, der Siedlung Farchet im Süden und dem Dorf Weidach im Norden. Nantwein grenzt im Osten an das gemeindefreie Gebiet und Naturschutzgebiet Pupplinger Au.

## Ortsname und Filialkirche
Nantwein erhielt seinen Namen nach dem Volksheiligen und frommen Pilger Conrad Nantovinus (auch: Nantuinus, Nantwinus, Nantwin, Nantwein). An der überlieferten Stelle seiner Hinrichtung steht heute die Filialkirche St. Nantwein. In den Jahren 1976 und 1977 wurde diese Kirche renoviert. Dabei wurden unter dem Altar Knochenreste gefunden. Diese werden dem Märtyrer zugeordnet.

## Wirtschaft
Größter Arbeitgeber in Nantwein und gleichzeitig in ganz Wolfratshausen ist die Firma EagleBurgmann Germany GmbH & Co.KG mit mehr als 1.000 Mitarbeitern. Das 1884 in Dresden gegründete Unternehmen, das sich hier im Jahr 1951 ansiedelte, ist heute Teil der Unternehmensgruppe Freudenberg.

## Geschichte
Bis zu deren Auflösung im Jahr 1978 war Nantwein ein Gemeindeteil der Gemeinde Weidach.